# Чемпионат мира по международным шашкам среди женщин 1975
Чемпионат мира по международным шашкам среди женщин 1975 года прошёл 20—29 декабря в Амстердаме, Нидерланды по круговой системе. В нём приняли участие 10 спортсменок из 6 стран. Чемпионкой мира стала представительница СССР Елена Михайловская. Второе место заняла представительницы СССР Любовь Травина, на третьем месте представительница Нидерландов Барбара Грас.
В турнире зафиксировано всего три ничьи, две из них у Кристины Клас. Аутсайдер Кадержабкова не набрала ни одного очка.

## Таблица
| Место | Участник           | Страна                                    | 1 | 2 | 3 | 4 | 5 | 6 | 7 | 8 | 9 | 10 | Очки | Победы | Ничьи | Пораж. |
| ----- | ------------------ | ----------------------------------------- | - | - | - | - | - | - | - | - | - | -- | ---- | ------ | ----- | ------ |
| 1     | Елена Михайловская | Союз Советских Социалистических Республик |   | 2 | 2 | 2 | 1 | 2 | 2 | 2 | 2 | 2  | 17   | 8      | 1     | 0      |
| 2     | Любовь Травина     | Союз Советских Социалистических Республик | 0 |   | 2 | 2 | 2 | 2 | 2 | 2 | 2 | 2  | 16   | 8      | 0     | 1      |
| 3     | Барбара Грас       | Нидерланды                                | 0 | 0 |   | 2 | 2 | 2 | 1 | 2 | 2 | 2  | 13   | 6      | 1     | 2      |
| 4     | Мике Хейтмейер     | Нидерланды                                | 0 | 0 | 0 |   | 2 | 2 | 2 | 2 | 2 | 2  | 12   | 6      | 3     | 0      |
| 5     | Лени Гёртс         | Нидерланды                                | 1 | 0 | 0 | 0 |   | 2 | 2 | 2 | 2 | 2  | 11   | 5      | 1     | 3      |
| 6     | Раймонда Баррас    | Франция                                   | 0 | 0 | 0 | 0 | 0 |   | 2 | 2 | 2 | 2  | 8    | 4      | 0     | 5      |
| 7     | Кристина Клас      | Бельгия                                   | 0 | 0 | 1 | 0 | 0 | 0 |   | 1 | 2 | 2  | 6    | 2      | 2     | 5      |
| 8     | Ядранка Низич      | Югославия                                 | 0 | 0 | 0 | 0 | 0 | 0 | 1 |   | 2 | 2  | 5    | 2      | 1     | 6      |
| 9     | Я. Рейманн         | Австрия                                   | 0 | 0 | 0 | 0 | 0 | 0 | 0 | 0 |   | 2  | 2    | 1      | 0     | 8      |
| 10    | Я. Кадержабкова    | Чехословакия                              | 0 | 0 | 0 | 0 | 0 | 0 | 0 | 0 | 0 |    | 0    | 0      | 0     | 9      |

## Ход турнира

### 1 тур
Прошел 20 декабря. Все шесть партий завершились результативно. Главной партией тура стала игра двух советских шашисток.
Елена Михайловская — Любовь Травина 2 — 0
Мике Хейтмейер — Барбара Грас 0 — 2
Лени Гёртс — Ядранка Низич 2 — 0
Кристина Клас— Й. Кадержабкова2 — 0
Раймонда Баррас — Я. Рейманн2 — 0

### 2 тур
Прошел 21 декабря. Снова все шесть партий завершились результативно. Главной партией тура стала игра Травиной с Граас.
Любовь Травина — Барбара Грас 2 — 0
Я. Рейманн— Елена Михайловская 0 — 2
Ядранка Низич — Мике Хейтмейер 0 — 2
Й. Кадержабкова— Лени Гёртс 0 — 2
Раймонда Баррас — Кристина Клас2 — 0

### 3 тур
Прошёл 22 декабря. И снова без ничьих. Главной партией тура стала игра лидеров Тонен-Гёртс и Раймондой Баррас, шедшие без потери очков, на первом месте вместе с Михайловской.
Любовь Травина — Я. Рейманн2 — 0
Елена Михайловская — Кристина Клас 2 — 0
Мике Хейтмейер — Й. Кадержабкова 2 — 0
Барбара Грас — Ядранка Низич 2 — 0
Раймонда Баррас — Лени Гёртс 0 — 2

### 4 тур
Прошёл 23 декабря. И снова 100 % результативность. После победы Михайловской и поражения её конкурентки Тонен-Гёртс, советская шашистка вышла в единоличные лидеры.
Я. Рейманн — Ядранка Низич 0 — 2
Й. Кадержабкова— Барбара Грас 0 — 2
Лени Гёртс — Мике Хейтмейер 0 — 2
Кристина Клас— Любовь Травина 0 — 2
Раймонда Баррас — Елена Михайловская 0 — 2

### 5 тур
Прошёл 24 декабря. 5 тур не дал первую ничью на турнире. Михайловская играла с отстающей на два очка Хейтмейер и после победы сохранила отрыв на два очка от Граас, с которой предстояло сыграть в следующем туре.
Любовь Травина — Раймонда Баррас 2 — 0
Я. Рейманн— Кристина Клас 0 — 2
Ядранка Низич — Й. Кадержабкова 2 — 0
Елена Михайловская — Мике Хейтмейер 2 — 0
Барбара Грас — Лени Гёртс 2 — 0

### 6 тур
Прошёл 26 декабря, после выходного 25-го. 6 тур продолжил серию результативных матчей. Главной партией тура стала игра Граас (2-3 место)- Михайловская (1 место). Советская шашистка выиграла и практически обеспечила себе итоговую победу.
Я. Рейманн— Й. Кадержабкова 2 — 0
Ядранка Низич — Любовь Травина 0 — 2
Мике Хейтмейер — Раймонда Баррас 2 — 0
Барбара Грас — Елена Михайловская 0 — 2
Лени Гёртс — Кристина Клас 2 — 0

### 7 тур
Прошёл 27 декабря. 7 тур вновь без ничьих. Лидеры одержали дежурные победы.
Елена Михайловская — Ядранка Низич 2 — 0
Й. Кадержабкова— Любовь Травина 0 — 2
Лени Гёртс — Я. Рейманн2 — 0
Кристина Клас— Мике Хейтмейер 0 — 2
Раймонда Баррас — Барбара Грас 0 — 2

### 8 тур
Прошёл 28 декабря. Предпоследний тур. Первая ничья на турнире прервала рекордную для чемпионатов мира серию побед подряд — свыше 35. На третье место вышла голландка Хейтмейер, которой в последнем туре предстояло сыграть с Травиной в борьбе за серебро.
Любовь Травина — Лени Гёртс 2 — 0
Я. Рейманн— Мике Хейтмейер 0 — 2
Ядранка Низич — Раймонда Баррас 0 — 2
Елена Михайловская — Й. Кадержабкова 2 — 0
Барбара Грас — Кристина Клас 1 — 1

### 9 тур
Прошёл 29 декабря. Последний тур принёс ещё две ничьи. Михайловская сыграла вничью и в итоге потеряла первое очко. Победа Травиной принесла ей серебро, поражение Хейтмейер вкупе с победой Граас принесло последней бронзу.
Й. Кадержабкова— Раймонда Баррас 0 — 2
Мике Хейтмейер — Любовь Травина 0 — 2
Барбара Грас — Я. Рейманн 2 — 0
Лени Гёртс — Елена Михайловская 1 — 1
Кристина Клас— Ядранка Низич 1 — 1